# Hecamedoides costatus
Hecamedoides costatus är en tvåvingeart som först beskrevs av Friedrich Hermann Loew 1860.  Hecamedoides costatus ingår i släktet Hecamedoides och familjen vattenflugor. Inga underarter finns listade i Catalogue of Life.